# Церковь Успения Пресвятой Богородицы (Гайлюнай)
Церковь Успения Пресвятой Богородицы, Свято-Успенский храм — старообрядческий храм (поморского согласия) в деревне Гайлюнай Молетского района Литвы. Есть старообрядческое кладбище.

## История
Старообрядческий храм в деревне Лазарцы (старое название Гайлюнай) упомянут впервые в начале XIX века. В 1888 году часть прихожан приняла единоверие. У единоверцев появились свой храм и начальная школа. Старообрядческая община продолжала действовать, хоть храм был какое-то время закрыт. На рубеже XIX — XX веков прихожане из федосеевцев стали старообрядцами поморского согласия. Храм сгорел во время Первой мировой войны. Новый храм был построен около 1918 года на средства прихожан. Во время Великой Отечественной войны храм был закрыт. После войны часть прихожан переехала в города. В 1999 году в здании был проведён ремонт.